# No Entry
A No Entry 2005-ben bemutatott hindi komédia. A főszerepben Anil Kapoor, Szalmán Hán, Fardeen Khan, Lara Dutta, Celina Jaitley, Esha Deol és Bipasha Basu láthatók.

## Szereplők[1]
- Anil Kapoor … Kishen
- Szalmán Hán … Prem
- Fardeen Khan … Sunny
- Bipasha Basu … Bobby
- Esha Deol … Pooja
- Lara Dutta … Kaajal
- Celina Jaitley … Sanjana
- Boman Iráni … Minister P.J. Gupta
- Sameera Reddy …